# Superconductor Science & Technology
Superconductor Science & Technology (ook Superconductor Science and Technology) is een internationaal, aan collegiale toetsing onderworpen wetenschappelijk tijdschrift op het gebied van de natuurkunde. De naam wordt in literatuurverwijzingen meestal afgekort tot Supercond. Sci. Technol.
Het wordt uitgegeven door IOP Publishing namens het Institute of Physics en het American Institute of Physics en verschijnt maandelijks.
Het eerste nummer verscheen in 1988.